# Ambystoma velasci
Ambystoma velasci là một loài kỳ giông thuộc họ Ambystomatidae.
Loài này có ở México và có thể cả Hoa Kỳ.
Môi trường sống tự nhiên của chúng là rừng ôn đới, vùng núi ẩm nhiệt đới hoặc cận nhiệt đới, vùng đồng cỏ ôn đới, đồng cỏ nhiệt đới hoặc cận nhiệt đới vùng đất cao, sông ngòi, hồ nước ngọt, đầm nước ngọt, đầm nước ngọt có nước theo mùa, vùng đồng cỏ, và ao.
Chúng hiện đang bị đe dọa vì mất môi trường sống.